# Unité urbaine de Stockholm
Cet article concerne la localité (ville) de Stockholm. Pour la commune de Stockholm, capitale de la Suède, voir Stockholm.
L’unité urbaine de Stockholm (Stockholms tätort) est une unité statistique comprenant l'essentiel de la commune de Stockholm et une partie de dix autres communes du comté de Stockholm. Comme les autres tätort, elle représente un espace continument bâti, où aucun bâtiment n'est séparé des autres de plus de deux-cents mètres.
| Localité ou communauté        | Population | Commune                                    | Province              |
| ----------------------------- | ---------- | ------------------------------------------ | --------------------- |
| Stockholm                     | 771 038    | Commune de Stockholm                       | Södermanland, Uppland |
| Solna                         | 60 575     | Commune de Solna                           | Uppland               |
| Tumba                         | 34 101     | Commune de Botkyrka                        | Södermanland          |
| Sundbyberg                    | 33 816     | Commune de Sundbyberg                      | Uppland               |
| Nacka                         | 25 170     | Commune de Nacka                           | Södermanland          |
| Jakobsberg                    | 23 995     | Commune de Järfälla                        | Uppland               |
| Sjödalen-Fullersta            | 18 234     | Commune d'Huddinge                         | Södermanland          |
| Stuvsta-Snättringe            | 14 951     | Commune d'Huddinge                         | Södermanland          |
| Hallunda och Norsborg         | 14 600     | Commune de Botkyrka                        | Södermanland          |
| Tullinge                      | 14 250     | Commune de Botkyrka                        | Södermanland          |
| Tureberg                      | 13 380     | Commune de Sollentuna                      | Uppland               |
| Skogås                        | 12 845     | Commune d'Huddinge                         | Södermanland          |
| Flemingsberg                  | 12 363     | Commune d'Huddinge                         | Södermanland          |
| Kallhäll                      | 12 300     | Commune de Järfälla                        | Uppland               |
| Trollbäcken                   | 11 715     | Commune de Tyresö                          | Södermanland          |
| Barkarby                      | 10 899     | Commune de Järfälla                        | Uppland               |
| Segeltorp                     | 10 536     | Commune d'Huddinge                         | Södermanland          |
| Danderyd                      | 9 932      | Commune de Danderyd                        | Uppland               |
| Vårby                         | 9 152      | Commune d'Huddinge                         | Södermanland          |
| Djursholm                     | 8 856      | Commune de Danderyd                        | Uppland               |
| Trångsund                     | 8 849      | Commune d'Huddinge                         | Södermanland          |
| Rotebro                       | 8 632      | Commune de Sollentuna                      | Uppland               |
| Bollmora                      | 8 494      | Commune de Tyresö                          | Södermanland          |
| Helenelund                    | 8 337      | Commune de Sollentuna                      | Uppland               |
| Edsberg                       | 8 039      | Commune de Sollentuna                      | Uppland               |
| Fittja                        | 7 000      | Commune de Botkyrka                        | Södermanland          |
| Viby                          | 5 744      | Commune de Sollentuna                      | Uppland               |
| Une partie de Täby            | 5 045      | Commune de Danderyd, Commune de Sollentuna | Uppland               |
| Enebyberg                     | 4 898      | Commune de Danderyd                        | Uppland               |
| Häggvik                       | 4 289      | Commune de Sollentuna                      | Uppland               |
| Krusboda                      | 3 717      | Commune de Tyresö                          | Södermanland          |
| Norrviken                     | 3 326      | Commune de Sollentuna                      | Uppland               |
| Eriksberg                     | 3 200      | Commune de Botkyrka                        | Södermanland          |
| Tyresö Strand                 | 2 874      | Commune de Tyresö                          | Södermanland          |
| Östra Tyresö                  | 2 721      | Commune de Tyresö                          | Södermanland          |
| Östra och Västra Farmarstigen | 2 668      | Commune de Tyresö                          | Södermanland          |
| Öringe                        | 2 548      | Commune de Tyresö                          | Södermanland          |
| Vaxmora                       | 2 234      | Commune de Sollentuna                      | Uppland               |
| Granängsringen                | 2 187      | Commune de Tyresö                          | Södermanland          |
| Fårdala                       | 1 657      | Commune de Tyresö                          | Södermanland          |
| Lindalen                      | 1 445      | Commune de Tyresö                          | Södermanland          |
| Autres localités              | 8 173      | -                                          | -                     |
| Total                         | 1 252 020  | -                                          | Södermanland, Uppland |